# Marolles (Calvados)
Marolles – miejscowość i gmina we Francji, w regionie Normandia, w departamencie Calvados.
Według danych na rok 1990 gminę zamieszkiwało 565 osób, a gęstość zaludnienia wynosiła 46 osób/km² (wśród 1815 gmin Dolnej Normandii Marolles plasuje się na 397. miejscu pod względem liczby ludności, natomiast pod względem powierzchni na miejscu 371.).